# Сара Марта Бейкер

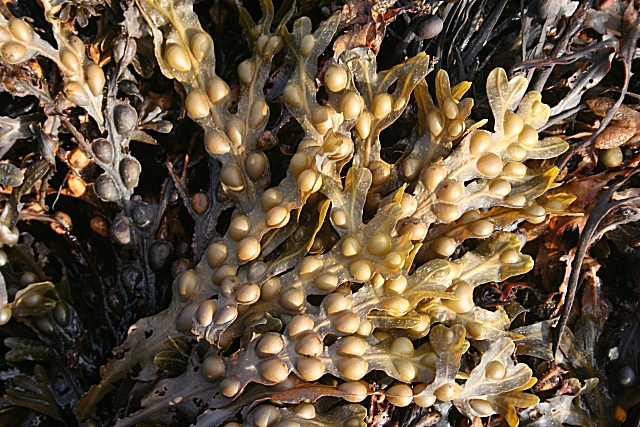
Fucus vesiculosus, один з видів водоростей, які вивчала Сара Бейкер

Сара Марта Бейкер (англ. Sarah Martha Baker; 4 червня 1887 — травень 1917) — британська ботанік та еколог, дослідниця бурих водоростей.

## Біографія
Народилася 4 червня 1887 року в Лондоні в сім'ї квакерів Марти Брейтвейт та Джорджа Самуеля Бейкерів. Мала двох молодших братів — Джорджа та Бівана. Окрім родинного будинку у Лондоні, сім'я Бейкерів мала будиночок у графстві Ессекс на острові Mersea. Саме там Сара вперше зацікавилася водоростями. Вона цікавилася рослинами та квітами з раннього віку, а також мистецтвом, вона деякий час навчалася у школі мистецтв Slade School of Art, перш ніж повністю віддатися науці. Проте вивчення мистецтва посприяло тому, що вона ніколи не створювала ботанічні ілюстрації низької якості.
У 1906 році Сара Бейкер розпочала навчання в Університетському коледжі Лондона, де одним з її вчителів був хімік сер Вільям Рамзай. У 1909 році здобула ступінь бакалавра з відзнакою першого класу. Після короткотривалого перебування у Мюнхені у 1910 році повернулася до Лондона вивчати ботанічну хімію. Її характеризували як енергійну і дуже працьовиту дослідницю.
У 1912 році Бейкер отримала стипендію Річард Квайна з ботаніки та можливість прочитати курс лекцій в Університетському коледжі Лондона. Це було важливе досягнення для жінки за стандартами початку ХХ століття. Університетський коледж був першим академічним закладом у Великій Британії, де визнавали студенток, і кафедра ботаніки під керівництвом професора Френсіса Волла Олівера була досить прогресивною. У 1913 році Бейкер отримала ступінь доктора наук за дослідження впливу формальдегіду на живі рослини, а у 1914 році її обрали членом Лондонського Ліннеївського товариства. У 1916 році вона була обрана до Ради Британського екологічного товариства.
Дослідження Бейкер припали на епоху становлення екології як науки, коли вчені почали переходити від описових методів до експериментальних. Сара Бейкер була не була єдиною, яка вважала, що берег моря дає хороші можливості для екологічних досліджень. Вона працювала над вивченням зонування морських водоростей, досліджувала тенденцію розростання різних типів водоростей на різних відстанях від рівня припливу. Коли вона почала вивчати вплив формальдегіду на живі рослини, її експериментальні методи стали складнішими та досконалішими. Бейкер продовжувала вивчати фотосинтез та мала намір зробити більше в цій галузі, але померла у молодому віці.
Вона померла 29 травня 1917 року, незадовго до 30-річчя. У «The Times» стверджували, що «її смерть була пов'язана з перевтомою». Премія пам'яті Сари Марти Бейкер була запроваджена в Університетському коледжі Лондона у 1919 році.

## Окремі публікації
- 1909 A theory regarding the configuration of certain unsaturated compounds; and its application to the metallic ammines and the cinnamic acids.", Journal of the Chemical Society, Transactions, Volume 95
- 1909 «On the causes of the Zoning of Brown Seaweeds on the Sea Shore.» New Phytologist, Vol 8, 196 [Архівовано 26 лютого 2018 у Wayback Machine.]
- 1910 «On the causes of the Zoning of Brown Seaweeds on the Sea Shore.» Pt. 2. The effect of Periodic Exposure on the Expulsion of Gametes and on the Germination of the Oospore." New Phytologist Vol 9, 54 [Архівовано 26 лютого 2018 у Wayback Machine.]
- 1911 «On the Brown Seaweeds of the Salt Marsh.» Journal of the Linnean Society of London, Botany 1911-12, Vol 40, p. 276.
- 1913 « Note on a new treatment for Silver Leaf Disease in Fruit Trees.» Annals of Botany, 27, 172.
- 1913 « Quantitative Experiments on the Effect of Formaldehyde on Living Plants» Annals of Botany, 27, 410. [Архівовано 3 червня 2016 у Wayback Machine.]
- 1915 «Liquid Pressure Theory of Ascent of Sap in Plants.» British Association. Manchester,
- 1916 In co-operation with Maude H. Bohling. «On the Brown Seaweeds of the Salt Marsh. Part II. Their Systematic Relationships, Morphology, and Ecology.», Journal of the Linnean Society of London, Botany Vol. 43, 325.
- 1917 Chapter on " Vegetable Dyes " in The Exploitation of Plants by FW Oliver, Dent and Sons